# Michael Anthony (bassist)
Michael Anthony Sobolewski (Chicago, 20 juni 1954) was de bassist van de Amerikaanse rockformatie Van Halen.
Michael Anthony werd geboren als tweede van vijf kinderen (Nancy, Michael, Steve, Robert en Dennis). Op 7-jarige leeftijd leerde hij trompet spelen. Het gezin verhuisde naar Arcadia (Californië) en van 1967 tot 1969 doorliep hij de Dana Junior High School waar hij in een showband speelde. Als tiener raakte hij geïnteresseerd in de gitaar en later legde hij zich toe op de basgitaar. In 1978 bracht hij zijn eerste album uit bij Van Halen.
Bij de laatste incarnatie van Van Halen is hij vervangen door Eddie Van Halens zoon, Wolfgang. Hij is echter (nog steeds) goed bevriend met Van Halens ex-zanger Sammy Hagar. Samen met deze heeft hij in 2008 de supergroep Chickenfoot opgericht. Met deze groep bracht hij twee albums en een live DVD uit. Het debuutalbum behaalde een vierde plaats in de Verenigde staten, een 17e plaats in Duitsland en een 23e plaats in de Groot-Brittannië.
Hij is sinds 1981 getrouwd en heeft twee kinderen.

## Discografie

### Van Halen
- Van Halen (Album) (1978)
- Van Halen II (1979)
- Women and Children First (1980)
- Fair Warning (1981)
- Diver Down (1982)
- 1984 (1984)
- 5150 (1986)
- OU812 (1988)
- For Unlawful Carnal Knowledge (1991)
- Balance (1995)
- Van Halen III (1998)

### Chickenfoot
- Chickenfoot (2009)
- Chickenfoot III (2011)